# Eclipse Sirius
 (septembre 2023).
Sirius est un projet Open Source de la Fondation Eclipse. Cette technologie permet de concevoir un atelier de modélisation graphique sur-mesure en s'appuyant sur les technologies Eclipse Modeling, en particulier EMF (Eclipse Modeling Framework) et GMF (Graphical Modeling Framework). L'atelier de modélisation créé est composé d'un ensemble d'éditeurs Eclipse (diagrammes, tables et arbres) qui permettent aux utilisateurs de créer, éditer et visualiser des modèles EMF.

## Exemple d'utilisation
Comme mentionné sur le site de Sirius, Sirius a permis de créer l'outil Mindstorms Designer. Cet outil permet d'éditer des programmes dans un langage graphique pour représenter une chorégraphie pour le robot Mindstorms. Le code Java correspondant est généré automatiquement.

## Historique
Sirius est le résultat d'un partenariat lancé en 2007 entre Thales et Obeo. 
L'objectif initial était de fournir un atelier de modélisation graphique qui pourrait être adapté à des besoins métier spécifiques.
En 2013, le projet a été mis en Open Source au sein de la fondation Eclipse,.
Sirius est intégré dans la sortie simultanée annuelle de la plateforme Eclipse.

## Principes
Sirius permet la spécification d'un atelier de modélisation composé d'éditeurs graphiques, tabulaires ou arborescents avec des règles de validation et actions utilisant des descriptions déclaratives. Toutes les formes et tous les comportements peuvent être configurés avec une connaissance technique minimum. Cette description est interprétée dynamiquement sans aucune génération de code, le spécifieur de l'atelier a ainsi un rendu immédiat pendant la conception de l'atelier. Une fois terminé, l'atelier de modélisation peut être déployé comme un plugin Eclipse standard.
Sirius fournit un ensemble de représentations dynamiques et adaptables. Ces représentations peuvent être combinées et adaptées selon le concept de Point de Vue, inspiré du standard ISO/IEC 42010. Les vues, dédiées à un point de vue spécifique peuvent adapter leur affichage et leur comportement selon l'état du modèle et du besoin courant. La même information peut également être représentée simultanément à travers des diagrammes, tables et éditeurs arborescents.
Du point de vue du spécifieur, Sirius fournit :
- la possibilité de définir des ateliers fournissant des éditeurs sous forme de diagramme, de table ou d'arbre.
- la possibilité d'intégrer et de déployer l'environnement susdit dans Eclipse ou une application RCP.
- la possibilité d'adapter des environnements existants par des mécanismes de spécialisation et d'extension.

Pour l'utilisateur final, Sirius fournit :
- Des éditeurs de modélisation riches et sur-mesure.
- La synchronisation entre ces différents éditeurs.

## Utilisation
Sirius est principalement utilisé pour la conception de systèmes complexes (systèmes industriels ou applications informatiques). Le premier cas d'utilisation a été Capella, un atelier d'Ingénierie Système contribué au Groupe de Travail Eclipse PolarSys par Thales en 2014.
La galerie Sirius, sur le site du projet, liste quelques-uns des projets utilisant Sirius
.

## Compatibilité
La dernière version de Sirius est compatible avec les versions suivantes d'Eclipse :
- Eclipse Oxygen
- Eclipse Neon

Sirius est basé sur le framework de modélisation EMF. Ainsi, il est compatible avec les outils qui produisent des modèles EMF.

## Communauté et communication
La communauté Sirius est réunie autour du site web de la fondation Eclipse. La documentation Sirius
est accessible en ligne dans le Eclipse Help Center
et sur le  wiki du projet Sirius. Chaque année, la communauté des utilisateurs de Sirius se réunit lors de la conférence SiriusCon. 